# 14853 Shimokawa
14853 Shimokawa è un asteroide della fascia principale. Scoperto nel 1989, presenta un'orbita caratterizzata da un semiasse maggiore pari a 2,5572533 UA e da un'eccentricità di 0,3033341, inclinata di 6,69333° rispetto all'eclittica.